# وودژیمیش استوژک

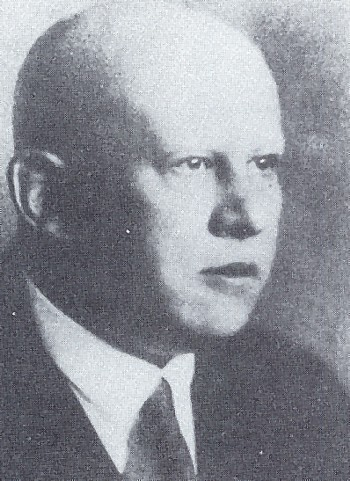
نگارهٔ وودژیمیش استوژک، ریاضی‌دان لهستانی

وودژیمیش استوژک (به لهستانی: Włodzimierz Stożek) (زاده ۲۳ ژوئیه ۱۸۸۳ در ژولکفا-درگذشته ۳ یا ۴ ژوئیه ۱۹۴۱ در لووف) ریاضی‌دان اهل لهستان بود.
او در دانشگاه یاگولونین در کراکوف و در دانشگاه گوتینگن آغاز به تحصیل ریاضیات کرد و در سال ۱۹۲۱ با سرپرستی استانیسلاو زارمبا درجه دکتری ریاضیات را دریافت کرد. او در سال ۱۹۴۱ کمی پس از اشغال لهستان توسط آلمان به همراه دو پسرش و چند استاد دیگر در لووف به ضرب گلوله کشته شد.